# Pachycephala richardsi
El silbador de Bougainville (Pachycephala richardsi) es una especie de ave paseriforme de la familia Pachycephalidae; se ha desgajado de Pachycephala implicata, nativa de Guadalcanal.

## Distribución geográfica y hábitat
Es endémica de la isla de Bougainville (Papúa Nueva Guinea).
Su hábitat natural son los bosques montanos húmedos subtropicales o tropicales.